# 竹村優希
竹村 優希（たけむら ゆき）は日本の女性小説家。山口県出身。

## 略歴
2011年、『シミ。〜純愛、浮気、未練、傷跡〜』でデビュー。2008年よりモバゲータウン「小説・コミックコーナー」にて携帯小説を連載後、同サイトの移転先である小説投稿サイトエブリスタにて作品を投稿していたが、現在作品を読むことはできない。
作品に『神様たちのお伊勢参り』(既刊12巻)、『丸の内で就職したら、幽霊物件担当でした。』(既刊13巻)、『さくらい動物病院の不思議な獣医さん』(既刊6巻)、『大正幽霊アパート鳳銘館の新米管理人』(既刊5巻)、『神戸栄町アンティーク堂の修理屋さん』(既刊2巻)、『神様の棲む診療所』(既刊2巻)などがある。
『丸の内で就職したら、幽霊物件担当でした。』はヤングエースにて漫画化されており、作画は佐茂すけ。(既刊3巻)『大正幽霊アパート鳳銘館の新米管理人』はB's-LOG COMICにて漫画化されており、作画はトモエキコ。

## 作品リスト
角川文庫
- 『丸の内で就職したら、幽霊物件担当でした。』/竹村優希(著)・カズアキ(イラスト)、既刊15巻（2023年12月現在）
  1. 2017年10月25日発売[1]、ISBN 978-4-04-106233-3
  2. 2018年4月25日発売[2]、ISBN 978-4-04-106753-6
  3. 2018年10月24日発売[3]、ISBN 978-4-04-107407-7
  4. 2019年4月24日発売[4]、ISBN 978-4-04-108051-1
  5. 2019年8月23日発売[5]、ISBN 978-4-04-108052-8
  6. 2019年12月24日発売[6]、ISBN 978-4-04-108982-8
  7. 2020年5月22日発売[7]、ISBN 978-4-04-109407-5
  8. 2020年10月23日発売[8]、ISBN 978-4-04-109416-7
  9. 2021年3月24日発売[9]、ISBN 978-4-04-111160-4
  10. 2021年8月24日発売[10]、ISBN 978-4-04-111313-4
  11. 2022年1月21日発売[11]、ISBN 978-4-04-111314-1
  12. 2022年7月21日発売[12]、ISBN 978-4-04-112562-5
  13. 2023年1月24日発売[13]、ISBN 978-4-04-113270-8
  14. 2023年7月21日発売[14]、ISBN 978-4-04-113800-7
  15. 2024年1月23日発売予定[15]、ISBN 978-4-04-114409-1

- 『大正幽霊アパート鳳銘館の新米管理人』/竹村優希(著)・カズアキ(イラスト)、既刊5巻（2023年4月現在）
  1. 2021年6月15日発売[16]、ISBN 978-4-04-111427-8
  2. 2021年11月20日発売[17]、ISBN 978-4-04-111973-0
  3. 2022年4月21日発売[18]、ISBN 978-4-04-112396-6
  4. 2022年9月21日発売[19]、ISBN 978-4-04-112954-8
  5. 2023年3月22日発売[20]、ISBN 978-4-04-113519-8
  6. 2023年9月22日発売[21]、ISBN 978-4-04-114008-6

双葉文庫
- 『神戸栄町アンティーク堂の修理屋さん』既刊2巻（2023年4月現在）

- 2016年4月14日『神戸栄町アンティーク堂の修理屋さん』
- 2016年9月15日『主を失ったジャケット-発売神戸栄町アンティーク堂の修理屋さん(2)』

- 『神様の棲む診療所』既刊2巻(2023年4月現在)

- 2017年3月16日『神様の棲む診療所』
- 2017年12月13日『神様の棲む診療所(2)』

- 『神様たちのお伊勢参り』/竹村優希(著)・コナコ(イラスト)、既刊12巻（2023年4月現在）

- 2017年6月15日『神様たちのお伊勢参り』
- 2017年11月16日『神様たちのお伊勢参り：２逃げる因幡の白うさぎ』
- 2018年4月12日『神様たちのお伊勢参り：３護りの巨神とうなぐひめ』
- 2018年10月11日『神様たちのお伊勢参り：４生贄の姫の想い人』
- 2019年7月11日『神様たちのお伊勢参り：５偽りの記憶 蝶々の導き』
- 2020年10月10日『神様たちのお伊勢参り：６帰る場所、約束の証』
- 2020年3月11日『神様たちのお伊勢参り：７波乱の戌神捕り物劇』
- 2020年9月10日『神様たちのお伊勢参り：８湯玉の温泉と蝦蟇の毒』
- 2021年3月11日『神様たちのお伊勢参り：９縁結び神社に魅惑の香り』
- 2021年9月9日『神様たちのお伊勢参り：１０伝説の竜の罪と罰』
- 2022年3月10日『神様たちのお伊勢参り：１１長い旅路の果て 前編』
- 2022年10月13日『神様たちのお伊勢参り：１２長い旅路の果て 後編』

- 『さくらい動物病院の不思議な獣医さん』/竹村優希(著)・細居美恵子(イラスト)、既刊6巻(2023年4月現在)

- 2018年6月13日『さくらい動物病院の不思議な獣医さん』
- 2019年1月9日『さくらい動物病院の不思議な獣医さん(2)』
- 2019年7月10日『さくらい動物病院の不思議な獣医さん(3)』
- 2019年12月11日『さくらい動物病院の不思議な獣医さん(4)』
- 2020年6月10日『さくらい動物病院の不思議な獣医さん(5)』
- 2020年12月10日『さくらい動物病院の不思議な獣医さん(6)』

文春文庫
- 『その霊、幻覚です。　視える臨床心理士・泉宮一華の嘘』/竹村優希(著)・鳥羽雨(イラスト)、既刊2巻(2023年12月現在)

- 2023年7月5日『その霊、幻覚です。　視える臨床心理士・泉宮一華の嘘』
- 2023年11月8日『その霊、幻覚です。　視える臨床心理士・泉宮一華の嘘２』

講談社
- 2012年12月1日『リキッド。』

宝島社
- 2011年2月19日『シミ。〜純愛、浮気、未練、傷跡〜[上]』
- 2011年2月19日『シミ。〜純愛、浮気、未練、傷跡〜[下]』